# Єзьорани-Кольоне
Єзьорани-Кольоне (пол. Jeziorany-Kolonie) — село в Польщі, у гміні Єзьорани Ольштинського повіту Вармінсько-Мазурського воєводства.
Населення — 188 осіб (2011).
У 1975-1998 роках село належало до Ольштинського воєводства.

## Демографія
Демографічна структура станом на 31 березня 2011 року:
|          | Загалом | Допрацездатний вік | Працездатний вік | Постпрацездатний вік |
| -------- | ------- | ------------------ | ---------------- | -------------------- |
| Чоловіки | 92      | 26                 | 57               | 9                    |
| Жінки    | 96      | 29                 | 54               | 13                   |
| Разом    | 188     | 55                 | 111              | 22                   |